# Sant Martí de Llanera
Sant Martí de Llanera és una església del municipi de Torà, a la comarca del Solsonès. És un monument protegit i inventariat dins el Patrimoni Arquitectònic Català

## Ubicació
L'església es troba a l'antic nucli de Llanera, a l'extrem nord-est del municipi. S'aixeca dalt d'un turó a la conjunció de la rasa de Borics amb la riera de Llanera, al costat del Castell de Llanera. L'indret és extremadament feréstec i solitari, solcat per nombroses barrancades i protegit per ufanoses boscúries. Només les esparses masies i els nombrosos camps de conreu guanyats al bosc donen un aspecte amable al paisatge.
La ruta més normal per anar a l'església de Sant Martí parteix de l'Hostal Nou, a Llobera. La carretera és asfaltada mentre circula dins el terme de Llobera, després és una pista de terra relativament ben conservada.

## Descripció

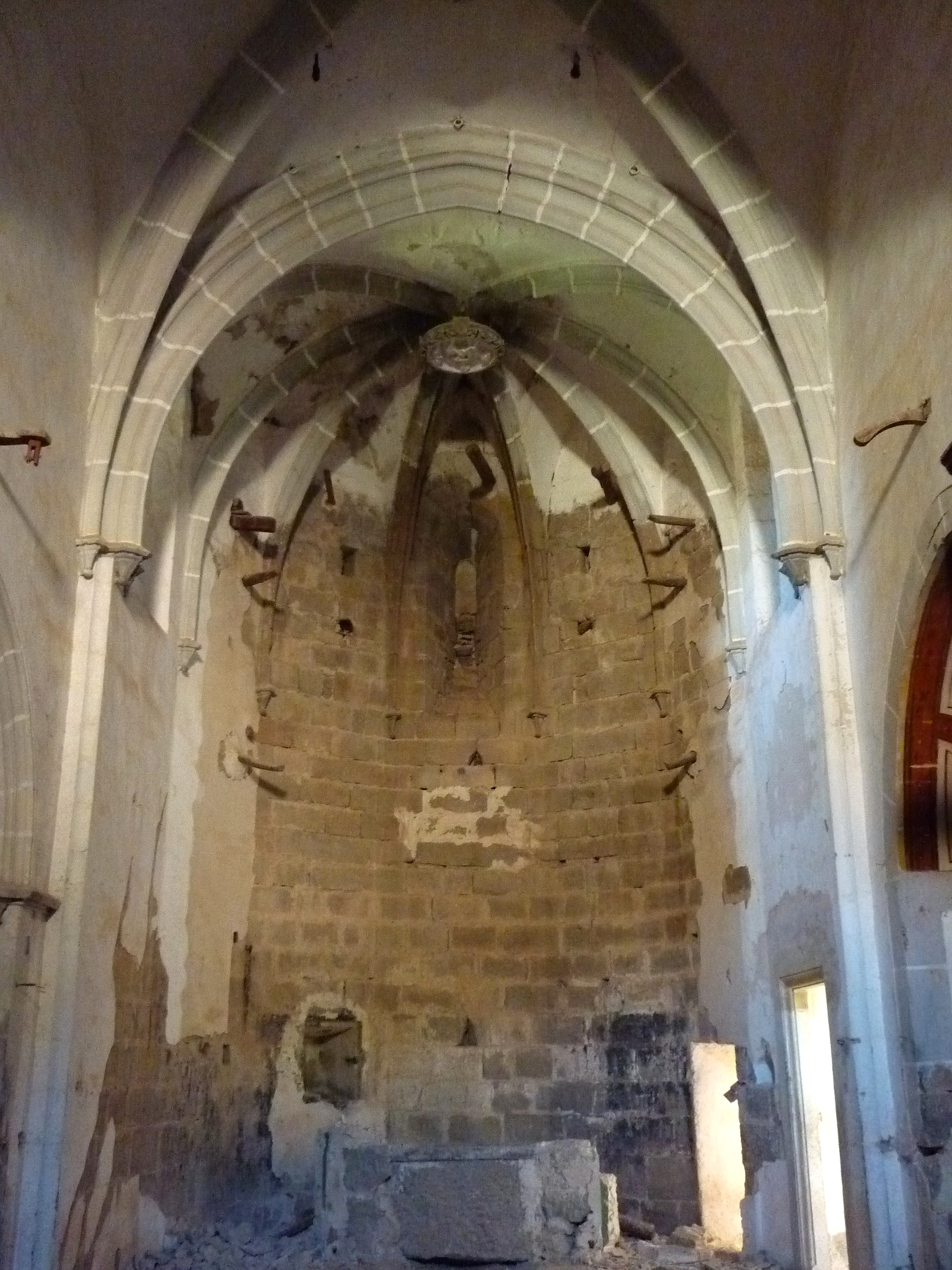
Presbiteri

Església gòtica molt interessant, tot i el seu precari estat de conservació. És de nau única i presenta dos trams de volta de creueria, el presbiteri i un cor. Hi accedim a través d'un petit nàrtex situat a ponent que desemboca sota el cor, on podem apreciar les nervadures de la volta i els relleus heràldics que conté la clau. La nau és molt àmplia i queda interrompuda per tres capelles laterals adossades al mur de tramuntana i tres capelles més amb volta apuntada al mur de llevant, dues de les quals estan policromades amb escenes de la vida de la Verge i dels Sants. El presbiteri es troba en un estat ruïnós; amb tot i això, deixa entreveure la qualitat escultòrica de les claus i dels arrencaments de les nervadures. L'accés a l'església es fa a través d'una portada amb entaulament i un frontó partit, al centre del qual hi havia la imatge de Sant Martí, actualment desapareguda. Aquesta portada està flanquejada per dues pilastres amb relleus escultòrics interessants. A la llinda apareix la següent inscripció: "HC DOMVS DEI EST & PORTA C/ELI& CABITVR AVLADEI" i damunt d'aquesta s'obre un petit rosetó. Presenta també una torre de campanar que s'aixeca damunt de l'absis. Part del seu cos superior està destruït, però encara conserva dues finestres d'arc de mig punt a l'E. El seu estat de conservació és molt dolent, tot i que per fora la seva fisonomia no sembla tan malmesa.
El retaule de Sant Martí que presidia l'altar major fou traslladat a la parròquia de Sant Pere Màrtir de Peracamps. S'ha perdut el pedestal i la predel·la però la resta és en bon estat de conservació. El realitzà Joan Grau entorn de l'any 1651.

## Per anar-hi

Sant Martí de Llanera
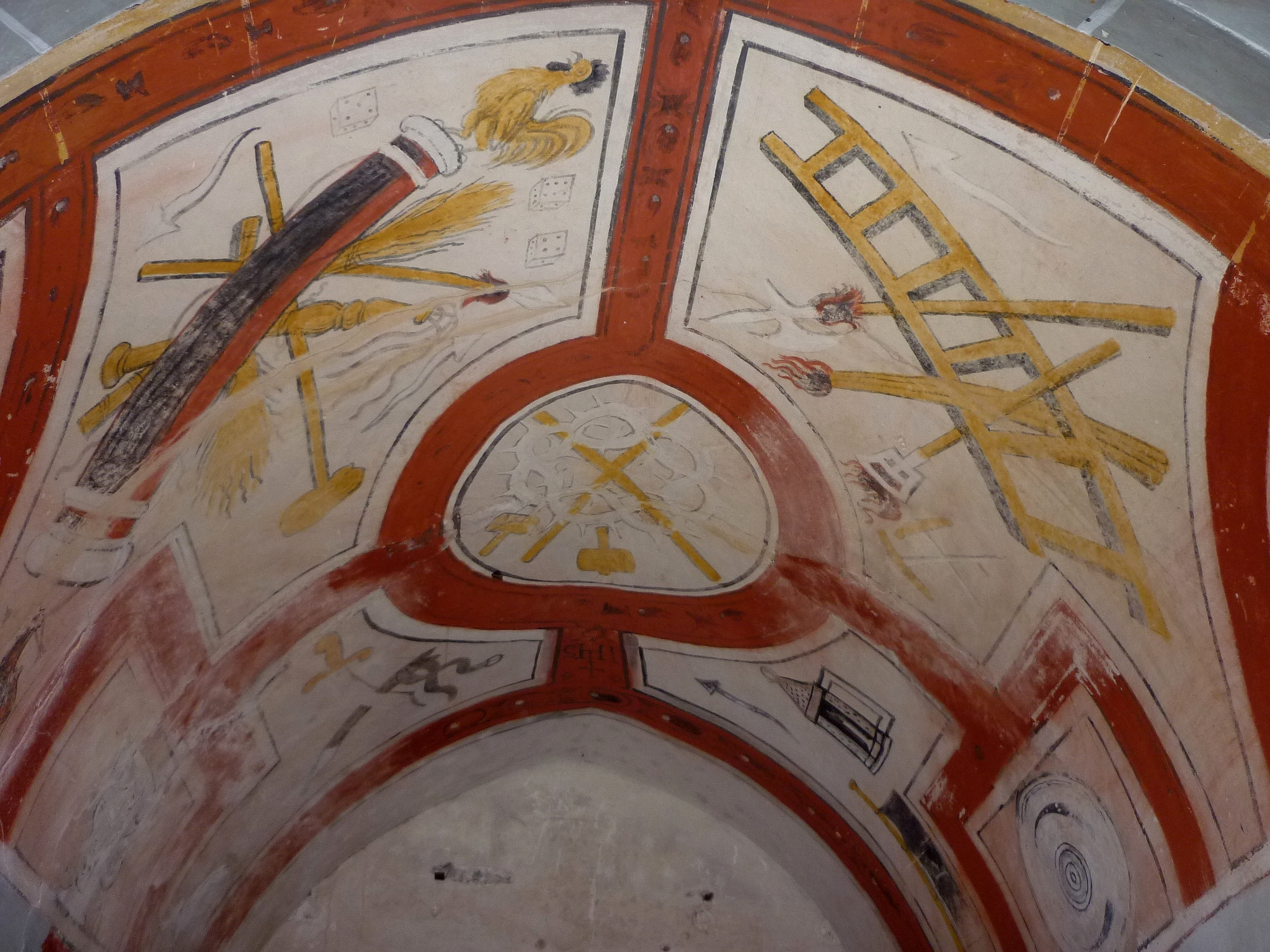
Capella policromada
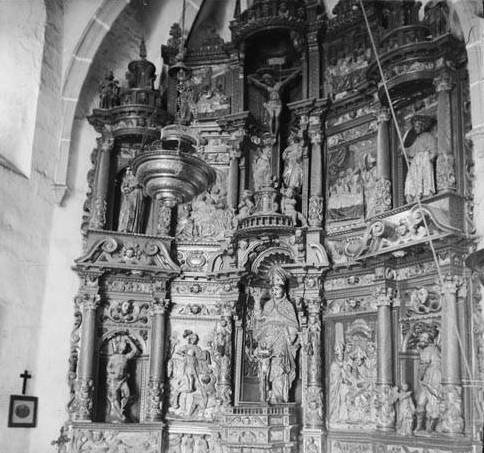
Ruta a Sant Martí de Llanera
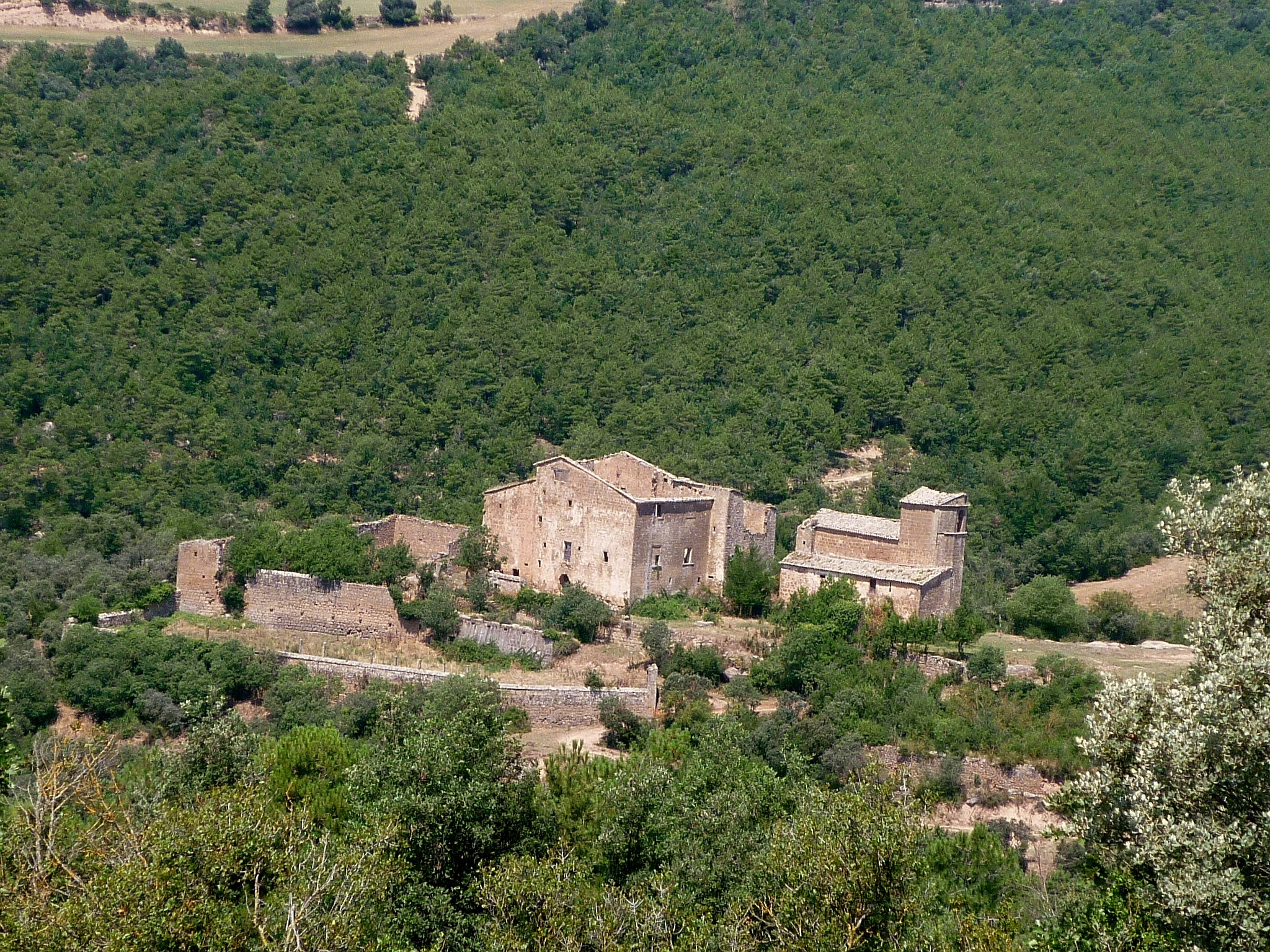
Sant Martí i el Castell
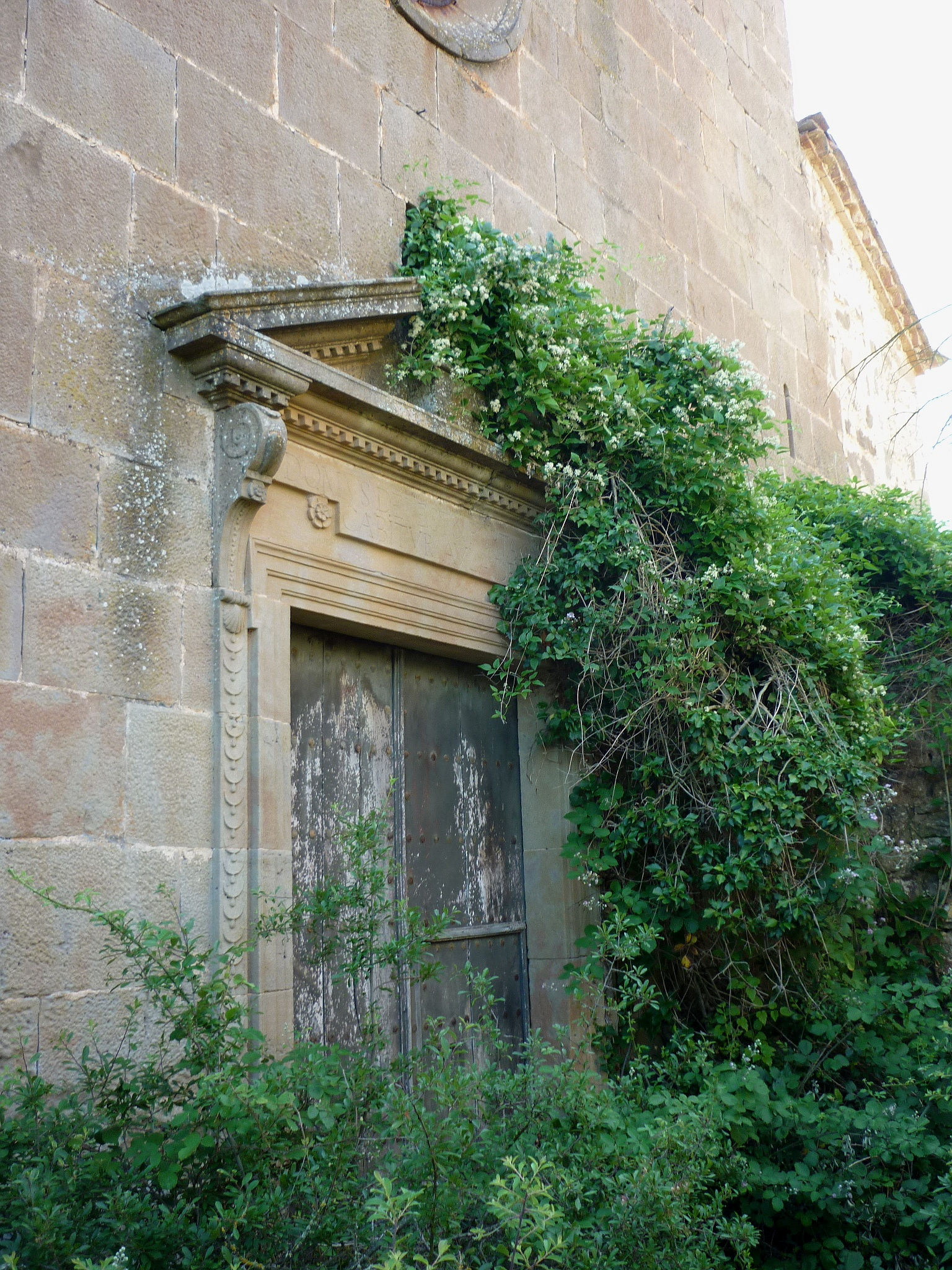
Portalada
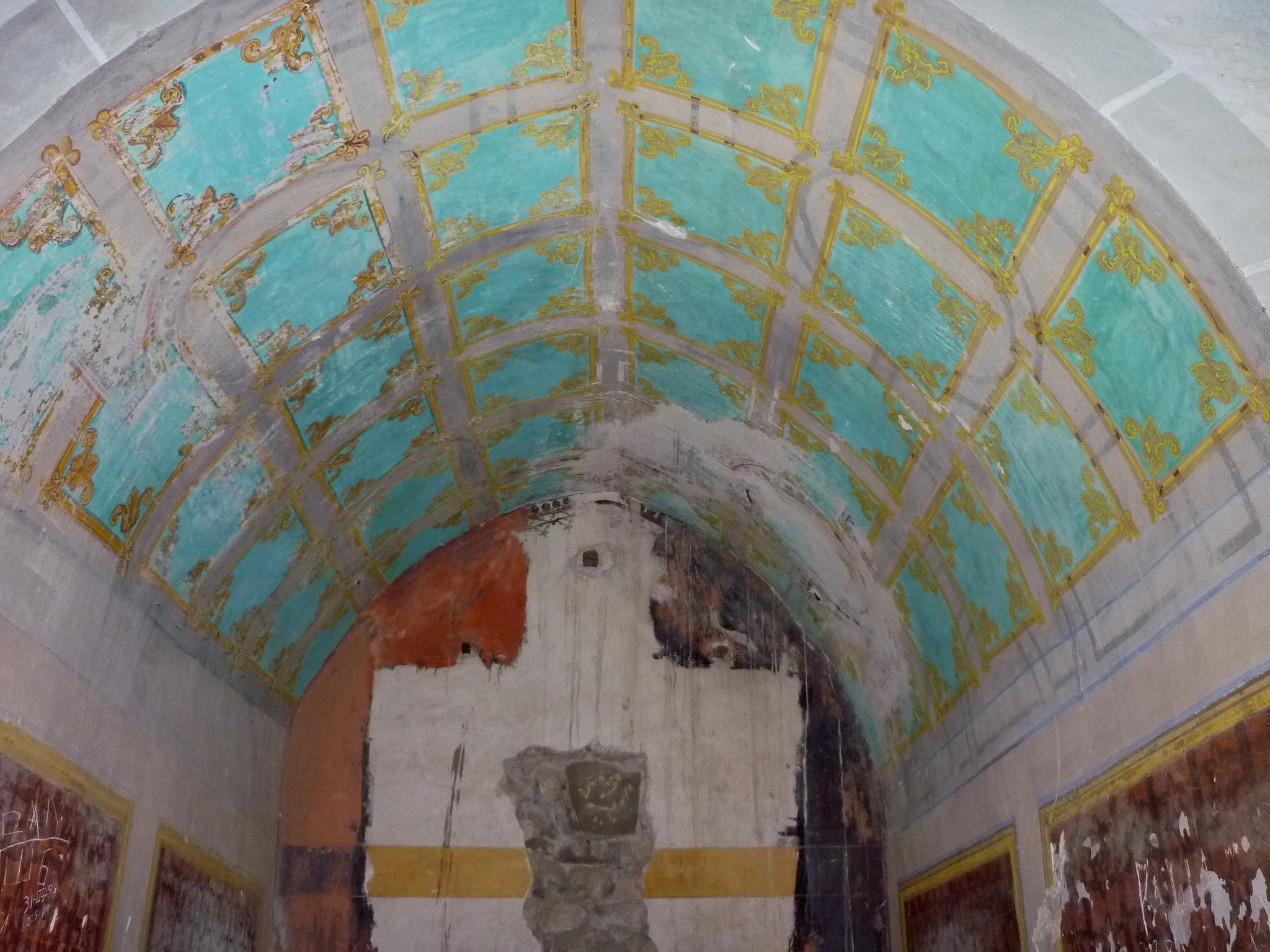
Capella policromada